# Slaget vid Dachau
Slaget vid Dachau den 5 oktober 1648 var den sista stora fältslaget under det Trettioåriga kriget. Slaget slutade med en tysk-romersk seger.